# Astrocaryum confertum
Astrocaryum confertum  es una especie de planta de la familia de las arecáceas. 
Especie similar y probablemente conespecífica con A. standleyanum L.H.Bailey (centro de Costa Rica al noroeste de Ecuador) de la cual se diferencia por el pedúnculo de la inflorescencia relativamente corto, erecto incluso cuando se encuentra con fruto. 

## Descripción
Tiene tallos solitarios que alcanzan los 10–20 m de alto y 14–20 cm de diámetro, densamente armados con espinas largas y negras, bases de las hojas caducas. Las hojas de 5–12, hasta 4 m de largo, erectas; pinnas 114–130 a cada lado, más o menos agrupadas y arregladas irregularmente en varios planos, desigualmente bífidas distalmente. Las inflorescencias con pedúnculo de 30–60 cm de largo, bráctea peduncular de 100 cm de largo; las flores estaminadas de 3–4 mm de largo; flores pistiladas de 9–11 mm de largo, corola cilíndrica. Frutos obovoides, de 2.8–3.7 cm de largo y 1.4–2 cm de diámetro, rostrados, menudamente adpreso-espinulosos, pero con apariencia lisa, anaranjados.

## Distribución y hábitat
Se encuentra en Nicaragua; conocida de la vertiente del Atlántico desde el norte de Costa Rica hasta Panamá.

## Taxonomía
Astrocaryum confertum  fue descrita por H.Wendl. ex Burret y publicado en Repertorium Specierum Novarum Regni Vegetabilis 35: 136–138. 1934.
Etimología
Astrocaryum: nombre genérico  que deriva del griego astron = "estrella", y karion = "nuez", en referencia al patrón en forma de estrella de las fibras alrededor de los poros del endocarpio.
confertum: epíteto latino que significa "espeso, denso".
Sinonimia
- Astrocaryum polystachyum H.Wendl. ex Hemsl., Biol. Cent.-Amer., Bot. 3: 414 (1885), nom. nud.[5]